# Тиркшляйское староство
Тиркшляйское староство (лит. Tirkšlių seniūnija) — одно из 9 староств Мажейкяйского района, Тельшяйского уезда Литвы. Административный центр — местечко Тиркшляй.

## География
Расположено на севере Литвы, в Средне-Вянтской низменности, в центральной и южной части Мажейкяйского района.
Граничит с Шяркшненайским староством на западе, Векшняйским — на востоке, Мажейкяйским и Мажейкяйским апилинкским — на севере, а также Няваренайским староством Тельшяйского района — на юге.

## Население
Тиркшляйское староство включает в себя местечко Тиркшляй и 17 деревень.